# Касторано
Кастора̀но (на италиански: Castorano, на местен диалект Caštërà, Кащъра) е село и община в Централна Италия, провинция Асколи Пичено, регион Марке. Разположено е на 279 m надморска височина. Населението на общината е 2365 души (към 2011 г.).